# Fallou Fall
Fallou Fall, né le 15 avril 2004 à Rufisque au Sénégal, est un footballeur sénégalais évoluant au poste de défenseur central au St. Louis City SC.

## Biographie

### En club
Né à Rufisque au Sénégal, Fallou Fall commence sa carrière en Serbie, au FK Grafičar. Il signe son premier contrat professionnel avec ce club le 8 juillet 2022.
Il joue son premier match en professionnel avec ce club, le 31 juillet 2022, lors de la première journée de la saison 2022-2023 face au FK Mačva Šabac. Il est titularisé et se fait remarquer en marquant également son premier but mais les deux équipes se neutralisent (2-2 score final).
Le 27 janvier 2023, Fallou Fall rejoint la France en signant en faveur du Stade de Reims. Il est dans un premier temps intégré à l'équipe réserve du club.
Il joue son premier match avec l'équipe première de Reims le 27 mai 2023, lors d'une rencontre de Ligue 1 face à l'Olympique lyonnais. Il entre en jeu à la place d'Alexis Flips lors de ce match perdu par son équipe (3-0 score final),.
Le 10 juillet 2024, Fallou Fall est prêté au club norvégien du Fredrikstad FK. Le club dispose d'une option d'achat sur le joueur.
Il marque son premier but pour le club le 22 septembre 2024, lors d'une rencontre de championnat face au Viking FK. Titulaire, il ouvre le score de la tête sur uns service de Morten Bjørlo (en) et son équipe s'impose par trois buts à deux.
Fall est titularisé le 7 décembre 2024, lors de la finale de la Coupe de Norvège disputée par son équipe face au Molde FK. Il obtient son premier trophée, le Fredrikstad FK sortant vainqueur de ce match après une séance de tirs au but. Le club remporte ainsi la douzième coupe de Norvège de son histoire,.

### En sélection
Fallou Fall joue deux matchs avec l'équipe du Sénégal des moins de 23 ans en 2022.

## Palmarès
Fredrikstad FK
- Coupe de Norvège (1) :
  - Vainqueur : 2024.